# Alexion Pharmaceuticals
Pour la boisson, voir Alexion.
Alexion Pharmaceuticals est une entreprise de biotechnologie américaine spécialisée dans la recherche et le développement de produits thérapeutiques destinés au traitement des maladies hématologiques et cardiovasculaires, des maladies auto-immunes et des cancers et produisant notamment l'Éculizumab, un anticorps. Elle est basée à Cheshire, au Connecticut.
Elle est cotée en bourse :  Nasdaq Stock Market - Nasdaq Global Select Market - Nasdaq 100 et  SP 500

## Histoire
En mai 2015, Alexion annonce l'acquisition pour 8,4 milliards de dollars de Synageva BioPharma, une entreprise de biotechnologie américaine elle aussi spécialisée dans les maladies rares.
En septembre 2018, Alexion annonce l'acquisition de Syntimmune, une  entreprise de biotechnologie américaine spécialisée dans un trouble du sang rare, pour 1,2 milliard de dollars.
En décembre 2020, AstraZeneca annonce l'acquisition d'Alexion, pour 39 milliards de dollars.

## Actionnaires
Liste des principaux actionnaires au 26 octobre 2019.
| Fidelity Management & Research    | 10,8% |
| The Vanguard Group, Inc.          | 7,28% |
| T. Rowe Price Associatesn         | 6,28% |
| SSgA Funds Management             | 4,95% |
| Jennison Associates               | 4,02% |
| Baker Bros. Advisors              | 3,68% |
| ClearBridge Investments           | 2,68% |
| BlackRock Fund Advisors           | 2,38% |
| Artisan Partners                  | 2,24% |
| Norges Bank Investment Management | 1,78% |

## Communication

### Activités de lobbying

#### Aux États-Unis
Selon le Center for Responsive Politics, les dépenses de lobbying d'Alexion aux États-Unis s'élèvent en 2017 à 1 230 000 dollars.

#### Auprès des institutions de l'Union européenne
Alexion est inscrit depuis 2013 au registre de transparence des représentants d'intérêts auprès de la Commission européenne. Elle déclare en 2017 pour cette activité des dépenses annuelles d'un montant compris entre 200 000 et 300 000 euros.

#### En France
Pour l'année 2017, Alexion France et Alexion services Europe déclarent à la Haute Autorité pour la transparence de la vie publique exercer des activités de lobbying en France pour un montant global qui n'excède pas 400 000 euros,.